# 10 Armia (RFSRR)

Pozycja 10 Armii w lecie 1919 roku

10 Armia (ros. 10-я армия) – jedna z armii radzieckich okresu wojny domowej w Rosji.

## Historia
Wiosną 1919 roku 10 Armia zaatakowała z Carycyna w kierunku południowo-zachodnim wzdłuż linii kolejowej do Jekaterynodaru. Ataki, niezwykle jak na Armię Czerwoną, rozpoczynała kawaleria i przez dłuższy czas zdawała się nie do zatrzymania. Znalazła się zaledwie 80 km od Rostowa nad Donem. Odpieraniem tej ofensywy początkowo zajmował się Denikin, jednak potem przekazał dowództwo Wranglowi.
Decydujące starcie 10 Armii i wojsk Wrangla odbyło się w połowie maja 1919 w miejscu, gdzie linia kolejowa Noworosyjsk–Carycyn przecina linię rzeki Manycz. Wrangel obszedł wówczas 10 Armię od skrzydeł, zdobywając 55 armat, 10 karabinów maszynowych i biorąc do niewoli 15 tys. żołnierzy Armii Czerwonej.
15 sierpnia 1919 10 Armia wraz z 9 Armią przepuściły atak na siły Piotra Wrangla nad Wołgą, wskutek czego Wrangel musiał zarządzić odwrót rozproszonych sił Białej Armii. W lutym 1920 roku 10 Armia wraz z 1 Armią Konną brała udział w rozbiciu kubańskiego korpusu denikinowców. Walki toczyły się w rejonie stacji Biała Glina.

## Dowódcy
- Klimient Woroszyłow (3 października 1918 - 18 grudnia 1918)
- Nikołaj Chudiakow (18 grudnia 1918 - 26 grudnia 1918)
- Aleksandr Jegorow (26 grudnia 1918 - 25 maja 1919)
- Leonid Klujew (26 maja - 28 grudnia 1919)
- Aleksandr Pawłow (28 grudnia 1919 - 20 czerwca 1920)
- Wasilij Głagolew (20 czerwca 1920 - 8 lipca 1920)